# Cztery Kąty
Cztery Kąty – polski miesięcznik o charakterze poradnikowym, ukazuje się od 1991.
Jego pierwszym wydawcą było wydawnictwo Prószyński i S-ka, od 2002 właścicielem czasopisma jest koncern mediowy Agora SA. W miesięczniku poruszana jest tematyka dekoratorska i budowlana, najwięcej zaś miejsca poświęcone jest urządzaniu wnętrz. Początkowo miesięcznik nosił tytuł „Cztery Kąty, czyli jak mieszkać”. Redaktorem naczelnym czasopisma w latach 1991–2003 był Tomasz Woyda.
W lipcu 2018 r. spółka Agora SA zapowiedziała zakończenie wydawania czasopisma od października tego samego roku. Ostatnie wydanie miesięcznika to numer 10/2018 z października 2018 roku. Natomiast strona internetowa miesięcznika została wtedy połączona z należącym do wydawcy czasopisma serwisem internetowym ladnydom.pl. W grudniu 2018 roku spółka Agora SA sprzedała licencję na wydawanie magazynu spółce Pressland, kierowanej przez Artura Krochmala i Pawła Mijasa, która zapowiedziała wznowienie sprzedaży magazynu.